# Christine Nöstlinger

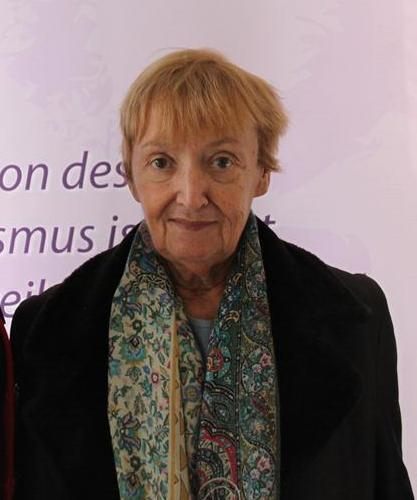
Christine Nöstlinger (2012)

Christine Nöstlinger (* 13. Oktober 1936 in Wien-Hernals; † 28. Juni 2018 in Wien-Ottakring) war eine österreichische Schriftstellerin, die als eine der wichtigsten deutschsprachigen Kinder- und Jugendbuchautorinnen gilt. Für ihr Werk wurde sie unter anderem mit dem Hans-Christian-Andersen-Preis und dem Astrid-Lindgren-Gedächtnis-Preis ausgezeichnet.

## Leben
Christine Nöstlinger, geb. Draxler, bezeichnete sich als „wildes und wütendes Kind“, relativierte das aber in ihren Erinnerungen: „Ich war schon viel ‚frecher‘ als andere in meinem Alter und protestierte heftig, wenn mir etwas nicht gefiel, und das hatte einen einfachen Grund: Wir [meine ältere Schwester Elisabeth und ich, Anm.] waren die einzigen Kinder weit und breit, die daheim keine Watschen und keine Strafen bekamen. Da kann man leicht wütend und wild werden.“
Der Vater Walter Göth († 1975) war Uhrmacher, die Mutter Michaela Erzieherin im Kindergarten. Beide hatten als Sozialisten unter dem Nationalsozialismus zu leiden. Ihre Mutter ließ sich unter Schwierigkeiten krankheitsbedingt frühpensionieren, um die ihr anvertrauten Kinder nicht mit nationalsozialistischem Lied- und Gedankengut indoktrinieren zu müssen. Das Verhältnis von Nöstlinger zu ihrer Mutter war schwierig, hingegen war der Vater ihr „Ein und Alles“. Über ihn sagte sie: „Die Liebe meines Vaters ist in allem, was ich tue, gegenwärtig.“
Sie legte die Matura ab und wollte zunächst Malerin werden, studierte dann aber Gebrauchsgrafik an der Akademie für angewandte Kunst. Nach der ersten Ehe, die 1959, kurz nach der Geburt ihrer Tochter, geschieden wurde, heiratete sie 1959 den Journalisten Ernst Nöstlinger (1932–2009) und bekam eine zweite Tochter (* 1961).
Ab 1970 veröffentlichte sie eine Vielzahl von Büchern für Kinder- und Jugendliche, aber auch Dialektgedichte und Kochbücher. Zusätzlich arbeitete sie mehrere Jahre lang für die Tageszeitungen Kurier und Täglich Alles sowie für die Wochenzeitung Die ganze Woche und veröffentlichte Kolumnen und Glossen, die ebenfalls in Buchform erschienen, schrieb Drehbücher für den ORF und moderierte eigene Sendungen im ORF-Hörfunk.
Im Mai 2015 hielt sie bei der Gedenkveranstaltung zum 70. Jahrestag der Befreiung des Konzentrationslagers Mauthausen im historischen Sitzungssaal des österreichischen Parlaments eine Rede über Rassismus und Fremdenfeindlichkeit.

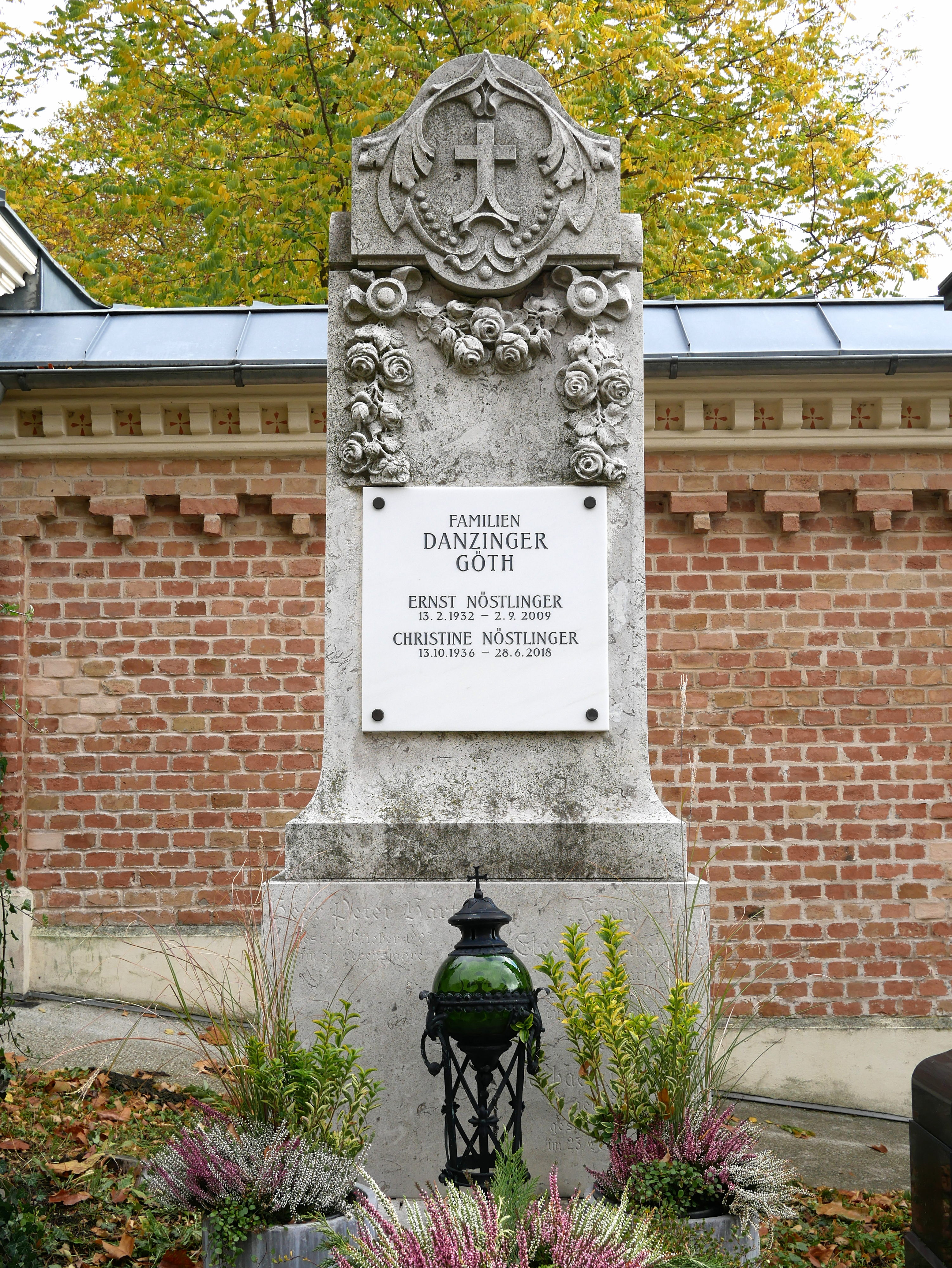
Grabstätte von Christine Nöstlinger (November 2021)

Zuletzt lebte Christine Nöstlinger abwechselnd in Wien-Brigittenau (20. Bezirk) und auf einem Bauernhof in Altmelon im niederösterreichischen Waldviertel.
Im Juni 2018 erklärte Christine Nöstlinger, keine Kinderbücher mehr zu schreiben, wegen ihres eigenen fortgeschrittenen Alters und weil sie „heutige Kinder“, die lange Zeit am Smartphone sitzen und Fantasy lesen, nicht mehr verstehe. Bis kurz vor ihrem Tod arbeitet sie an Gedichten in Wiener Mundart, die 2019 veröffentlicht wurden.
2010 wurde bei Christine Nöstlinger Gebärmutterkrebs festgestellt. Zuvor hatte sie eine Brustkrebserkrankung überstanden. Die langjährige Raucherin litt auch an einer chronisch obstruktiven Lungenerkrankung.
Christine Nöstlinger wurde am 13. Juli 2018 auf dem Hernalser Friedhof (Gruppe 13, Nummer 6) in Wien bestattet. Ihrem Wunsch entsprechend wurde ihr Tod erst danach publiziert.
„Wenn einer etwas so dringend zu erledigen hat wie ich damals, wenn einer so zornig und wütend ist, dann kann der nicht richtig sterben, weil er keine Ruhe hat.“ Mit diesem Zitat von Rosa Riedl, Schutzgespenst, aus dem Werk von Christine Nöstlinger beendete die Autorin Julya Rabinowich ihren unter dem Titel Herrliche Grantlerin erschienenen Nachruf.
Im März 2019 wurde in der Bezirksvertretungssitzung in Wien-Hernals die Umbenennung des Lidlparks in Nöstlinger-Park beschlossen. Im September 2019 wurde im Wiener Gemeinderatsausschuss für Kultur und Wissenschaft die Benennung eines Straßenzuges in Wien-Floridsdorf im Bereich der Donaufelder Straße 77, vor dem Campus Donaufeld, in Christine-Nöstlinger-Gasse beschlossen.
Im September 2020 eröffnete in Wien-Leopoldstadt der Bildungscampus Christine Nöstlinger.

## Künstlerisches Schaffen
Christine Nöstlinger zählt mit über 140 Büchern zu den bekanntesten und einflussreichsten Kinderbuchautoren des deutschen Sprachraums. Ihr Werk wurde in zahlreiche Sprachen übersetzt und mit international renommierten Preisen ausgezeichnet (Hans-Christian-Andersen-Medaille, Astrid-Lindgren-Memorial-Award).
Ihr literarisches Schaffen begann mit dem 1970 veröffentlichten Kinderbuch Die feuerrote Friederike, das ursprünglich von ihr selbst, in einer 1997 erschienenen Ausgabe dann von ihrer älteren Tochter, Barbara Waldschütz, illustriert wurde. Dieses Buch war ursprünglich ein Bilderbuch, die Geschichte kam erst später dazu. Auch ihre zweite Tochter, Christiane Nöstlinger, illustriert nebenberuflich Kinderbücher.
Christine Nöstlinger befasst sich in ihren Büchern vor allem mit kindlichen Bedürfnissen und greift Autoritäts- und Emanzipationsfragen auf. In ihren Werken tauchen zahlreiche negative und positive Außenseiterfiguren auf, an denen sie beispielsweise die Problematik der Einsamkeit (Das Austauschkind), der Identitätssuche (Gretchen Sackmeier) oder der pubertären Sinnkrise (Ilse Janda, 14) aufzeigt. Ganz im Zeichen der in den 1970er Jahren aufkommenden „realistischen Kinder- und Jugendliteratur“ stellte sie in ihren Familiengeschichten unter anderem immer wieder Eheprobleme der Eltern dar – für die damalige Zeit ein umstrittenes Novum in der Kinder- und Jugendliteratur.
Politische und gesellschaftskritische Aspekte kennzeichnen Christine Nöstlingers literarisches Werk in besonderer Weise. Prägend war in dieser Hinsicht ihre eigene Kindheit während des Zweiten Weltkriegs (aufgearbeitet unter anderem in Maikäfer flieg! und Zwei Wochen im Mai). In Wir pfeifen auf den Gurkenkönig und Rosa Riedl Schutzgespenst zeichnet sie ein groteskes Bild des (familiären) Alltagsfaschismus. Eines ihrer dringlichsten Themen ist der Widerstand gegen Anmaßung, Unterdrückung und Ungerechtigkeit in jeglicher Form. Den revolutionär-didaktischen Impetus ihrer Geschichten hat sie in den letzten Jahren zugunsten eines tröstlicheren Tons aufgegeben. Eine erzieherische Wirkung erwartet sie sich von Literatur nicht (mehr).
Neben ihren standarddeutschen Werken veröffentlichte sie auch einige Werke in Mundart, etwa den 1974 erschienenen Gedichtband Iba de gaunz oaman kinda (als Iba de gaunz oamen Leit 1994 und 2009 neu aufgelegt; dieser Band enthält außerdem die Gedichtzyklen Iba de gaunz oamen Fraun sowie Iba de gaunz oamen Mauna). Dabei verwendete Nöstlinger den Wiener Dialekt als literarisches Ausdrucksmedium. Sie las auch Dialektgedichte anderer Autoren, u. a. die von Christine Busta. Generell sind ihre Texte – Romane, Essays, Zeitungskolumnen und Lyrik – sowohl von der Wiener Alltagssprache als auch von Worterfindungen und lustvoll komponierter Kunstsprache gefärbt (Dschi Dsche-i Dschunior, Wir pfeifen auf den Gurkenkönig). Dies brachte ihr anfangs Unverständnis und Kritik ein, wird inzwischen aber als ihr spezifischer Sprachduktus anerkannt und geschätzt. Auch in dieser Hinsicht wirkte ihr Schaffen sowohl polarisierend als auch prägend auf die Entwicklung der deutschsprachigen Kinder- und Jugendliteratur.
In den 1990er und den 2000er Jahren veröffentlichte Nöstlinger überdies drei Kochbücher: Mit zwei linken Kochlöffeln, Ein Hund kam in die Küche und Das Küchen-ABC.

## Auszeichnungen (Auswahl)
- 1972 Friedrich-Bödecker-Preis für Die feuerrote Friederike
- 1973 Deutscher Jugendliteraturpreis für Wir pfeifen auf den Gurkenkönig
- 1974 Österreichischer Staatspreis für Kinder- und Jugendliteratur für Achtung! Vranek sieht ganz harmlos aus
- 1977 Mildred L. Batchelder Award für Konrad oder das Kind aus der Konservenbüchse
- 1979 Österreichischer Staatspreis für Kinder- und Jugendliteratur für Rosa Riedl Schutzgespenst
- 1979 UNIDA-Preis für Hörfunk für Dschi Dsche-i Dschunior
- 1980 Jugendbuchpreis der Stadt Wien für Dschi-Dsche-i Dschunior
- 1982 Zilveren Griffel für Maikäfer, flieg!
- 1984 Hans Christian Andersen Preis
- 1986 Johann-Nestroy-Ring der Stadt Wien
- 1986 Preis der Leseratten des ZDF für Man nennt mich Ameisenbär...
- 1987 Österreichischer Staatspreis für Kinder- und Jugendliteratur für Der geheime Großvater
- 1987 Kinder- und Jugendbuchpreis der Stadt Wien für Der geheime Großvater
- 1989 Österreichischer Würdigungspreis für Kinder- und Jugendliteratur für das Gesamtwerk
- 1990 La vache qui lit für Der Zwerg im Kopf
- 1990 Kinder- und Jugendbuchpreis der Stadt Wien für Anna und die Wut
- 1991 Kinder- und Jugendbuchpreis der Stadt Wien für Sowieso und überhaupt
- 1991 Preis der Leseratten des ZDF für Nagle einen Pudding an die Wand!
- 1992 Preis der Finnish Society for Children für Krankengeschichten vom Franz
- 1992 Kinderbuchpreis der Stadt Wien für Mini muss in die Schule
- 1993 Erster Preis der Stiftung Buchkunst für Ein und alles
- 1994 EA-Generali-Sonderpreis für gewaltfreie Erziehung für das Gesamtwerk
- 1997 Steirische Leseeule für Am Montag ist alles ganz anders
- 1998 Ehrenpreis des österreichischen Buchhandels für Toleranz in Denken und Handeln für das Gesamtwerk
- 2002 Wildweibchenpreis: Literaturpreis für Kinder- und Jugendliteratur der Gemeinde Reichelsheim
- 2003 Astrid-Lindgren-Gedächtnis-Preis (zusammen mit Maurice Sendak)
- 2003 Österreichisches Ehrenkreuz für Wissenschaft und Kunst, I. Klasse für das Gesamtwerk
- 2009 Willy und Helga Verkauf-Verlon Preis für antifaschistische österreichische Publizistik für das Gesamtwerk
- 2010 Buchpreis der Wiener Wirtschaft für das Gesamtwerk
- 2010 Johanna Dohnal Anerkennung für das Gesamtwerk
- 2011 Corine-Ehrenpreis des Bayerischen Ministerpräsidenten für ihr Lebenswerk
- 2011 Großes Ehrenzeichen für Verdienste um die Republik Österreich
- 2011 Buchliebling Lifetime-Award
- 2011 Bruno-Kreisky-Preis für das politische Buch: Sonderpreis für ihr Gesamtwerk
- 2011 Zehn besondere Bücher zum Andersentag für Lumpenloretta
- 2014 Österreichischer Kinder- und Jugendbuchpreis für Als mein Vater die Mutter der Anna Lachs heiraten wollte
- 2016 Lebenswerk-Preis des österreichischen Bundesministeriums für Gesundheit und Frauen
- 2018 Sonderpreis Stella für kulturpolitische und künstlerische Leistungen

## Ehrungen
- 2002 Wildweibchenpreis
- 2019 (Beschluss vom März 2019) (Um-)Benennung des Nöstlinger-Parks in Wien
- 2019 (Beschluss vom September 2019) Benennung der Christine-Nöstlinger-Gasse in Wien
- In Mistelbach wurde der Christine Nöstlinger-Weg nach ihr benannt.
- Der in Wien 2019 im Bau befindliche Bildungscampus in Wien-Leopoldstadt am Nordbahnhofgelände soll Christine Nöstlinger Bildungscampus benannt und 2020 fertiggestellt werden.[29]
- Der Christine-Nöstlinger-Preis für Kinder- und Jugendliteratur wird seit 2021 verliehen.

## Soziales Engagement
- 1997 bis 1998 war Nöstlinger Ehrenvorsitzende von SOS Mitmensch.

## Werke
- Die feuerrote Friederike, 1970
- Die 3 Posträuber, 1971
- Die Kinder aus dem Kinderkeller, 1971
- Mr. Bats Meisterstück oder Die total verjüngte Oma, 1971
- Ein Mann für Mama, 1972
- Wir pfeifen auf den Gurkenkönig, 1972
- Pit und Anja entdecken das Jahr, 1972
- Der schwarze Mann und der große Hund, 1973
- Der kleine Herr greift ein, 1973
- Simsalabim, 1973
- Maikäfer flieg! 1973 (autobiografisch, spielt gegen Ende des Zweiten Weltkriegs)
- Iba de gaunz oaman Kinda, 1974
- Achtung! Vranek sieht ganz harmlos aus, 1974
- Der Spatz in der Hand und die Taube auf dem Dach, 1974
- Gugerells Hund, 1974
- Ilse Janda, 14 oder Die Ilse ist weg, 1974
- Konrad oder Das Kind aus der Konservenbüchse, 1975
- Der liebe Herr Teufel, 1975
- Stundenplan, 1975
- Rüb-rüb-hurra, 1975
- Die verliebten Riesen, 1976 (oder Pelinka und Satlatsch) ISBN 3-499-20471-1
- Das Leben der Tomanis, 1976
- Das will Jenny haben, 1977
- Lollipop, 1977
- Der kleine Jo, 1977, zus. mit Bettina Anrich-Wölfel
- Andreas oder Die unteren 7 Achtel des Eisbergs, 1978
- Die Geschichte von der Geschichte vom Pinguin, 1978
- Luki Live, 1978
- Rosa Riedl Schutzgespenst, 1979
- Liebe Freunde und Kollegen! Briefe von Dschi Dsche-i Dschunior, 1979
- Einer, 1980
- Der Denker greift ein, 1981
- Rosalinde hat Gedanken im Kopf, 1981
- Pfui Spinne! 1981
- Zwei Wochen im Mai, 1981 (autobiografisch, spielt nach dem Ende des Zweiten Weltkriegs)
- Gretchen Sackmeier, 1981
- Das Austauschkind, 1982
- Dicke Didi, fetter Felix, 1982
- Iba de gaunz oaman Fraun, 1982
- Ein Kater ist kein Sofakissen, 1982
- Jokel, Jula und Jericho, 1983
- Anatol und die Wurschtelfrau, 1983
- Gretchen hat Hänschen-Kummer, Oetinger, Hamburg 1983, ISBN 3-7891-2067-7
- Hugo, das Kind in den besten Jahren, 1983
- Jokel, Jula und Jericho, 1983
- Am Montag ist alles ganz anders, 1984
- Liebe Susi! Lieber Paul! 1984
- Olfi Obermeier und der Ödipus, 1984
- Die grüne Warzenbraut, 1984
- Prinz Ring, 1984
- Jakob auf der Bohnenleiter, 1984
- Vogelscheuchen, 1984
- Der Wauga, 1985
- Haushaltsschnecken leben länger, 1985
- Liebe Oma, Deine Susi, 1985
- Geschichten für Kinder in den besten Jahren, 1986
- Man nennt mich Ameisenbär, 1986
- Der Bohnen-Jim, 1986
- Der geheime Großvater, 1986
- Oh, du Hölle, 1986
- Susis geheimes Tagebuch, 1986
- Iba den gaunz oaman Mauna, 1987
- Der Hund kommt!, 1987
- Wetti & Babs, 1987
- Werter Nachwuchs! Die nie geschriebenen Briefe der Emma K., 75. 1. Teil, 1988
- Der neue Pinocchio, 1988
- Echt Susi, 1988
- Gretchen, mein Mädchen, 1988
- Der Zwerg im Kopf, 1989
- Einen Löffel für den Papa, 1989
- Sepp und Seppi, 1989
- Anna und die Wut, 1990
- Der gefrorene Prinz, 1990
- Klicketick, 1990
- Mein Tagebuch, 1990
- Manchmal möchte ich ein Single sein, 1990
- Nagle einen Pudding an die Wand!, 1991
- Eine mächtige Liebe, 1991
- Sowieso und überhaupt, 1991
- Wie ein Ei dem anderen, 1991
- Wetti & Babs, 1992
- Ein und alles, 1992
- Spürnase Jakob Nachbarkind, 1992
- Salut für Mama, 1992
- Liebe Tochter, werter Sohn. Die nie geschriebenen Briefe der Emma K., 75. 2. Teil, 1992
- Susis geheimes Tagebuch/Pauls geheimes Tagebuch, 1993 ISBN 3-900763-03-8
- Einen Vater hab ich auch, 1993
- Management by Mama, 1994
- Der TV-Karl, 1995
- Mama mia, 1995
- Vom weißen Elefanten und den roten Luftballons, 1995
- Villa Henriette, 1996
- Iba de gaunz oaman Leit, 1996
- Mein Gegenteil, 1996 (Gedichte für Kinder)
- Bonsai, 1997
- Lillis Supercoup, 2004 ISBN 978-3-401-02368-7
- Pudding-Pauli rührt um, 2009 ISBN 978-3-8000-5471-8
- Iba de gaunz oamen Leit, Neuauflage 2009 ISBN 978-3-7017-1516-9
- Die Sache mit dem Gruselwusel, 2009 ISBN 978-3-7017-2060-6
- Pudding-Pauli deckt auf, 2010 ISBN 978-3-8000-5540-1
- Lumpenloretta, 2010 ISBN 978-3-7017-2027-9
- Eine Frau sein ist kein Sport, 2011 ISBN 978-3-7017-1575-6
- Pudding-Pauli serviert ab, 2011 ISBN 978-3-8000-5613-2
- Guter Drache, Böser Drache, 2012
- Als mein Vater die Mutter der Anna Lachs heiraten wollte, 2013
- Glück ist was für Augenblicke, 2013
- Geschichten vom Franz (Serie)
  - Geschichten vom Franz, 1984
  - Neues vom Franz, 1985
  - Schulgeschichten vom Franz, 1987
  - Neue Schulgeschichten vom Franz, 1988
  - Feriengeschichten vom Franz, 1989
  - Krankengeschichten vom Franz, 1990
  - Liebesgeschichten vom Franz, 1991
  - Allerhand vom Franz („Best of“ der ersten Bücher), 1991
  - Weihnachtsgeschichten vom Franz, 1993
  - Fernsehgeschichten vom Franz, 1994
  - Hundegeschichten vom Franz, 1996
  - Babygeschichten vom Franz, 1998
  - Opageschichten vom Franz, 2000
  - Fußballgeschichten vom Franz, 2002
  - Pferdegeschichten vom Franz, 2003
  - Quatschgeschichten vom Franz, 2005
  - Neue Fußballgeschichten vom Franz, 2006
  - Franz auf Klassenfahrt, 2007
  - Detektivgeschichten vom Franz, 2010
  - Freundschaftsgeschichten vom Franz, 2011
  - Alles vom Franz und seinen Freunden, 2014
- Mini (Serie)
  - Mini trifft den Weihnachtsmann, 1992
  - Mini fährt ans Meer, 1992
  - Mini muss in die Schule, 1992
  - Mini und Mauz, 1992
  - Mini wird zum Meier, 1992
  - Mini ist die Größte, 1993
  - Mini als Hausfrau, 1993
  - Mini bekommt einen Opa, 1994
  - Mini muss Ski fahren, 1994
  - Mini erlebt einen Krimi, 1996
  - Mini ist kein Angsthase, 1997
  - Mini ist verliebt, 1999
  - Mini feiert Geburtstag, 2002
  - Mini unter Verdacht, 2007
- Dani Dachs (Serie)
  - Dani Dachs will eine rote Kappe, 2001
  - Dani Dachs will sich wehren, 2001
  - Dani Dachs holt Blumen für Mama, 2002
  - Dani Dachs hat Monster-Angst, 2003
- Ned, dasi ned gean do warat, Gedichte, 2019 (posthume Veröffentlichung), ISBN 978-3-7017-1715-6

## Verfilmungen
- 1973: Ein Mann für Mama – Regie: Otto Anton Eder
- 1974: Wir pfeifen auf den Gurkenkönig – Regie: Hark Bohm, nach dem gleichnamigen Roman
- 1975: Achtung! Vranek sieht ganz harmlos aus (Fernsehfilm)
- 1976: Familienzauber – Regie: Walter Davy
- 1976: Die Ilse ist weg – Regie: Ilse Hofmann
- 1977: Die Emmingers – Regie: Walter Davy
- 1978: Die Brille – Kurzfilm des ORF zum Thema Zivilcourage
- 1979: Dschi-Dsche-i Dschunior. Nachhilfe-Stunde – Wir-Extra, Produktion des ORF
- 1981: Es hat sich eröffnet – Regie: Susanne Zanke
- 1981: Die Weltmaschine – Regie: Peter Patzak
- 1982: Konrad aus der Konservenbüchse – Regie: Claudia Schröder
- 1983: Auf immer und ewig – Regie: Hartmut Griesmayr nach dem Buch Eine mächtige Liebe
- 1985: Es ist mir ein Dorn im Auge –  ein Film über Schrebergärten, Produktion: ORF
- 1985: Konrad aus der Konservenbüchse – Regie: Nell Cox (USA)
- 1986: Wiener Vierteltour – Regie: Rainer Pilcik, Produktion: ORF
- 1987: Ein Mann nach meinem Herzen – Regie: Dieter Lemmel
- 1987: Rosa und Rosalind  – Regie: Anton Reitzenstein
- 1988: Im Vergleich zu anderen – Regie: Anton Reitzenstein
- 1988: Der liebe Herr Teufel – Regie: Sepp Strubel, Spiel der Augsburger Puppenkiste
- 1989: Die verlorene Wut – Regie: Anton Reitzenstein
- 1991: Der Zwerg im Kopf – Regie: Claudia Schröder
- 1991: Sowieso und überhaupt (TV-Serie in 6 Teilen) – Regie: Anton Reitzenstein u. a.[30]
- 1991: Frank und frei – Musik: Erich Meixner, Produktion: Schmetterlinge
- 1992: Vier Frauen sind einfach zuviel – Regie: Hartmut Griesmayr – Drehbuch
- 1992: Ein Wahnsinnskind – Fernsehserie (6 Folgen à 30 min) nach dem Roman Einen Vater hab ich auch
- 1993: Eine Dicke mit Taille – Regie: Heide Pils – Drehbuch
- 1994: Rosa, das Schutzgespenst – Regie: Véra Plívová-Simková, Drahomíra Králová
- 1994: Nicht ohne Marie  – Regie: Alois Hawlik
- 1998: Die 3 Posträuber – Regie: Andreas Prochaska
- 2004: Villa Henriette – Regie: Peter Payer (auch Cameo-Auftritt)
- 2016: Maikäfer flieg – Regie: Mirjam Unger
- 2022: Geschichten vom Franz – Regie: Johannes Schmid

## Radio
- 1973: Hörspiel zum Buch „Maikäfer flieg!“
- 1975: Charly Denker – Sendereihe in Mundart auf Ö3
- 1979: Der „Dschi Dsche-i Wischer Dschunior“ wurde in einer täglichen Serie im ORF-Ö3-Wecker ausgestrahlt.
- 1995: Simasalabim – ORF-Radiosendung
- 2003–2018: Rudi! Radio für Kinder
- 2019 Ausstrahlung einiger Folgen Dschi-Dsche-i Dschunior auf Ö1